# Entmündigung
Bei der Entmündigung handelt beziehungsweise handelte es sich um eine gerichtliche Anordnung, nach welcher der Betroffene seine Geschäftsfähigkeit einbüßt und einen gesetzlichen Vertreter erhält. Dieser wird auch Vormund genannt, der Betroffene hingegen war sein Mündel und wurde bevormundet.
In Österreich wurde die Entmündigung 1984 durch die Sachwalterschaft ersetzt, die zum 1. Juli 2018 durch die Erwachsenenvertretung abgelöst wurde. 
In Deutschland wurde die Entmündigung zum 1. Januar 1992 durch den Einwilligungsvorbehalt, der im Rahmen eines Betreuungsverfahrens angeordnet werden kann, abgelöst. 
In Liechtenstein wurde die Entmündigung 2011 durch die Sachwalterschaft ersetzt.
In der Schweiz wurde 2013 die Entmündigung durch die umfassende Beistandschaft abgedeckt. 
In Belgien, wo eine  Deutschsprachigen Gemeinschaft besteht, wurde ebenfalls 2013 im Zivilgesetzbuch (Belgien) die Entmündigung durch eine Betreuung "geschützter Personen" ersetzt.  
Seit 2013 gibt es eine Entmündigung im deutschsprachigen Raum nur noch im italienischen Südtirol und in Luxemburg.

## Geschichtliche Entwicklung
- Altertum – Römisches Zwölftafelgesetz enthält Grundzüge der Vormundschaft und Pflegschaft (cura furiosi, cura prodigi)
- Mittelalter – „Munt“ der Sippe, später des nächsten väterlichen Vorfahren; im ausgehenden Mittelalter wurde die Vormundschaft Aufgabe des Landesherrn
- 1794 – preußisches allgemeines Landrecht sieht Vormundschaft und gerichtliches Verfahren vor
- 1803 – Code civil regelt Entmündigungsverfahren als Voraussetzung der Vormundschaft (bis 1899 im Rheinland gültig)
- 1875 – preußische Vormundschaftsordnung führt Unterscheidung von Vormundschaft und Pflegschaft ein

## Rechtslage

### Deutschland
In Deutschland gibt es heutzutage eine Vormundschaft nur noch für Minderjährige. Bis 1992 existierte allerdings noch eine Entmündigung mit anschließender Vormundschaft von erwachsenen Personen. Diese Regelungen entstammten größtenteils noch der Zivilprozessordnung in ihrer ursprünglichen Fassung von 1877 und waren bis zuletzt im Wesentlichen unverändert.
Daneben gab es noch die Gebrechlichkeitspflegschaft, die weit weniger aufwendig zu beantragen war und zur Bestellung eines Pflegers führte. Seit Jahren gingen die Entmündigungszahlen zurück, die Gesamtzahl der unter Vormundschaft und Pflegschaft stehenden Personen stieg jedoch an, da die Gebrechlichkeitspflegschaft sich (regional unterschiedlich) zu einer Ersatzform für die Vormundschaft entwickelt hatte.
Die Gesetzessprache mit Ausdrücken wie: der „zu Entmündigende“, der „Mündel“, der „Pflegling“ wurde als veraltet, stigmatisierend und für zeitgemäßen juristischen Gebrauch als nicht mehr brauchbar angesehen. Spät wurde erkannt, dass das in seinen Strukturen und seinen wesentlichen Inhalten aus dem 20. Jahrhundert stammende Entmündigungs-, Vormundschafts- und Pflegschaftsrecht einer Prüfung unter dem Lichte des Grundgesetzes (Recht auf Menschenwürde) nicht mehr standhalten konnte.
Eine Sachverständigenkommission des Deutschen Bundestags, die 1975 ihren Bericht zur Lage der Psychiatrie in Deutschland veröffentlichte (Psychiatrie-Enquete, Bundestags-Drucksachen 7/4200 und 7/4201), machte deutlich, dass neben der Reform der medizinischen und psychosozialen Versorgung eine Reform auch der rechtlichen Rahmenbedingungen für geistig Behinderte und psychisch Kranke nötig war.
Im November 1985 stellte die SPD eine Große Anfrage zu diesem Thema.
Die Reform erfolgte im Jahre 1990 durch das Betreuungsgesetz; dieses trat am 1. Januar 1992 in Kraft.
Vergleichbar mit der Entmündigung ist heute die nach § 1825 BGB mögliche Anordnung eines Einwilligungsvorbehalts. Im Ergebnis entscheidet dann allein der Betreuer (früher: "Vormund"), welche Willenserklärungen für den Betreuten (früher: "Mündel") abgegeben werden und welche nicht.  

### Österreich
Die Entmündigung wurde 1984 abgeschafft und durch die generelle Sachwalterschaft ersetzt. Diese wiederum wurde mit dem Inkrafttreten des Erwachsenenschutzgesetzes am 1. Juli 2018 durch die Erwachsenenvertretung ersetzt. Es stellt Autonomie und Selbstbestimmung für Menschen mit Beeinträchtigungen in den Mittelpunkt. Die UN-Behindertenrechtskonvention hat die Entstehung des neuen Gesetzes beeinflusst.

### Schweiz
Das Zivilgesetzbuch der Schweiz hatte seit 1907 die Entmündigung landesweit vereinheitlicht. Als Gründe für vormundschaftsrechtlich relevante Schutzbedürftigkeit erkannte das Gesetz Geistesschwäche und psychische Krankheit (Art. 369 ZGB a. F.), Verschwendung, Trunksucht, lasterhaften Lebenswandel oder eine Vermögensverwaltung, die den Betroffenen oder seiner Familie der Gefahr eines Notstandes oder der Verarmung aussetzt (Art. 370 ZGB a. F.), eine Freiheitsstrafe von mindestens einem Jahr (Art. 371 ZGB a. F.) und Altersschwäche (Art. 372 ZGB a. F.; nur auf Antrag der betroffenen Person). Es gab Vormundschaftsbehörden, deren genaue Ausgestaltung den Kantonen überlassen blieb.
Neben der vollständigen Entmündigung bestand auch die Möglichkeit, der Person einen Beistand zuzuerkennen, der für einen Teil ihrer Geschäfte verantwortlich ist, ohne dass die Person deswegen als unmündig betrachtet wurde (Art. 367 ZGB).
Am 1. Januar 2013 trat in der Schweiz ein revidiertes Kindes- und Erwachsenenschutzrecht in Kraft. Nach diesem gibt es die Entmündigung nicht mehr, sondern nur noch verschiedene Stufen von Beistandschaften.

### Andere Staaten
Auch in einer Reihe anderer europäischer und außereuropäischer Staaten wurde die Entmündigung mittlerweile abgeschafft oder entschärft. Häufig sind andere Schutzinstitute an ihre Stelle getreten, die die Geschäftsfähigkeit nicht oder nurmehr punktuell einschränken.
So wurde die Entmündigung etwa in Japan im Jahre 2000 durch ein der deutschen rechtlichen Betreuung vergleichbares Schutzinstitut ersetzt.
Auch in Italien wurde durch Gesetz vom 9. Januar 2004 eine der deutschen Betreuung ähnliche Schutzmaßnahme eingerichtet (Amministrazione di sostegno), die Entmündigung existiert allerdings weiterhin parallel unter dem Begriff interdizione (Art. 414 C.c.).
In Spanien wird die Entmündigung (incapacitación) bis heute in einem klassischen Verfahren erklärt (streitiges Zivilklageverfahren mit anschließender gerichtlicher Vormundsbestellung), und zwar auch in Fällen dementer oder kranker Menschen, die nicht mehr selbst für sich sorgen können und in Deutschland schon vor der Reform nicht mehr entmündigt, sondern unter Gebrechlichkeitspflegschaft gestellt worden wären. Sofern sie nicht selbst als Antragstellerin auftritt, ist die Staatsanwaltschaft zu beteiligen.
In den Niederlanden gibt es seit 1982 ein System aus drei nebeneinander bestehenden Instituten, nämlich die Vermögensbeistandschaft (bewind), bei der die Geschäftsfähigkeit formal uneingeschränkt bestehen bleibt und nur freiwillig beschränkt wird, die Vermögenspflegschaft (curatele), bei der die Geschäftsfähigkeit stark eingeschränkt und in Vermögensangelegenheiten praktisch aufgehoben wird, und eine als reine Personenpflegschaft ausgestaltete Betreuung (mentorschap), die mit Einschränkungen der Geschäftsfähigkeit, der persönlichen Bewegungsfreiheit und der elterlichen Sorge einhergehen kann (aber nicht muss); dagegen existiert ein Vormund (voogd) nur für Minderjährige.
In Belgien sind für den Rechtsschutz von „Personen mit Behinderungen“ verschiedene Maßnahmen vorgesehen, darunter die „verlängerte Minderjährigkeit“ (minoré prolongée / verlengde minderjarigheid), die der früher auch in Österreich und heute noch in der Schweiz üblichen Verlängerung der elterlichen Sorge für behinderte Kinder über die Volljährigkeit hinaus entspricht; die „vorläufige Verwaltung“ (administration provisoire / voorlopig bewind) des Vermögens des Betroffenen, die mit der Bestellung eines Vermögenspflegers („vorläufiger Verwalter“ genannt) einhergeht; die eigentliche Entmündigung (interdiction / onbekwaamverklaring), die in der klassischen Art und Weise ausgestaltet ist und den Verlust der Geschäftsfähigkeit bedeutet, und der Beistand durch einen „gerichtlichen Pfleger“ (conseil judiciaire / gerechtelijke raadsman), dessen Aufgabenbereich sich auch auf persönliche Angelegenheiten erstrecken kann. Das Institut der Erwachsenenvormundschaft (tutelle des majeurs) besteht ebenso wie in Frankreich nach wie vor.

## Beispiele
- Ludwig II. (Bayern) (1845–1886) wurde am 9. Juni 1886 durch die Regierung entmündigt. Er hatte seine Bauwut (z. B. Schloss Neuschwanstein) mit immer höheren Staatsschulden finanziert.
- Georg III. (Vereinigtes Königreich) (1738–1820) litt unter einer Geisteskrankheit und wurde Anfang des 19. Jahrhunderts entmündigt.
- Maria I. von Portugal (1734–1816) verfiel nach dem Tod ihres Mannes 1786 zunehmend in eine übersteigerte Frömmigkeit und wurde schließlich wahnsinnig. 1792 wurde sie entmündigt.
- Peter Friedrich Wilhelm (1754–1823) war zwar formal eine Zeitlang Herzog von Oldenburg; er stand jedoch die gesamte Zeit seiner Regierung auf Grund einer Geisteskrankheit unter Regentschaft seines Cousins Peter Friedrich Ludwig von Oldenburg. 1815 wurde er entmündigt.